# Médaille de l’Aéronautique

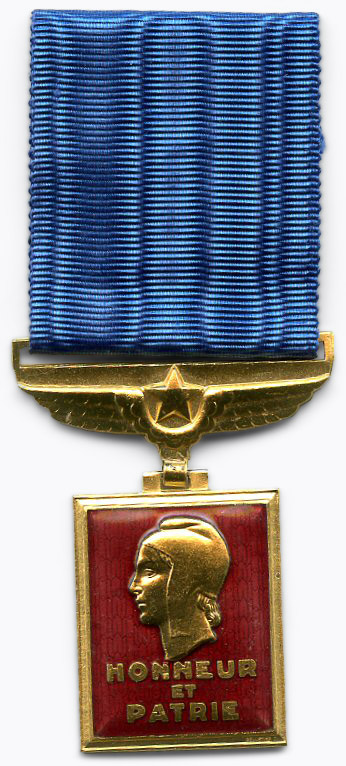
Médaille de l’Aéronautique

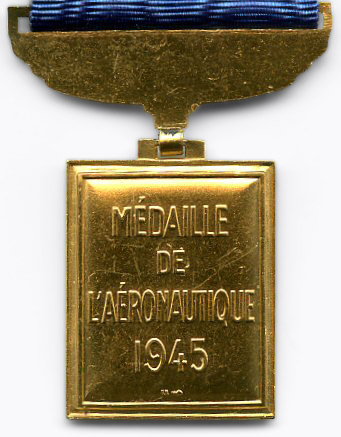
Revers der Medaille

Die Médaille de l’Aéronautique wurde am 14. Februar 1945 durch die Provisorische Regierung der Französischen Republik gestiftet und ist zur Auszeichnung von Verdiensten um die französische Luftfahrt vorgesehen.

## Verleihungskriterien
Die Auszeichnung kann an In- und Ausländer vergeben werden. Ebenso ist eine Verleihung postum zulässig.
Militärs können frühestens mit dem Erreichen des 35., Zivilisten frühestens mit dem Erreichen des 40. Lebensjahres ausgezeichnet werden.
Pro Jahr erfolgen maximal 275 Verleihungen. Diese werden traditionell durch den Verteidigungsminister bzw. dessen Vertreter am 1. Januar und am 14. Juli (Französischer Nationalfeiertag) vorgenommen.

## Aussehen
Die Medaille ist eine rechteckige aus vergoldeter Bronze gefertigte kleine rot emaillierte Platte. Darauf ist der nach links gewendete Kopf der Marianne mit der dreizeiligen Unterschrift HONNEUR ET PATRIE (Ehre und Vaterland) zu sehen. Rückseitig ist die Medaille ohne Emaille und trägt die vierzeilige Inschrift MÉDAILLE DE L’AÉRONAUTIQUE 1945 (Medaille der Luftfahrt 1945).
Über der Medaille ist eine Einhängespange befestigt. Diese hat die Form von zwei ausgebreiteten Schwingen und zeigt mittig einen fünfstrahligen Stern.

## Trageweise
Getragen wird die Auszeichnung an einem dunkelblauen Band auf der linken Brustseite. Um Verwechselungen mit dem Band des Ordre national du Mérite zu vermeiden, ist auf der Bandschnalle ein aus vergoldeter Bronze gefertigter Clip aufgelegt. Dieser hat die Form der bereits oben beschriebenen Einhängespange.